# Waterstonia airdriensis
Waterstoniidae, Waterstonia
Famille
Genre
Espèce
Waterstonia airdriensis, unique représentant du genre Waterstonia et de la famille des Waterstoniidae, est une espèce fossile de scorpions.

## Distribution
Cette espèce a été découverte à Airdrie en Écosse. Elle date du Carbonifère.

## Étymologie
Son nom d'espèce, composé de airdri[e] et du suffixe latin -ensis, « qui vit dans, qui habite », lui a été donné en référence au lieu de sa découverte, Airdrie.

## Publication originale
- Kjellesvig-Waering, 1986 : « A restudy of the fossil Scorpionida of the world. » Palaeontographica Americana, vol. 55, p. 5-287.